# John English
John English (25 de junho de 1903 – 11 de outubro de 1969) foi um cineasta e editor de cinema e de televisão nascido no Reino Unido mas radicado à indústria cinematográfica estadunidense. Participou da direção de mais de 100 filmes e se tornou especialmente famoso pela co-direção, ao lado de William Witney, de muitos seriados da Republic Pictures, tais como Zorro's Fighting Legion e Drums of Fu Manchu, considerado por muitos como um dos melhores seriados da Republic.

## Biografia
John English nasceu em Cumberland, no Reino Unido, mas mudou-se para o Canadá muito cedo, recebendo lá sua educação. Nos anos 1920, iniciou no cinema trabalhando como editor para vários estúdios entre eles a MGM, Cosmopolitan Productions, Universal Pictures, Paramount Pictures, Educational Films Corporation of America e Conn Pictures Corporation (geralmente creditado Jack English), e iniciou na direção de filmes em 1935. Os primeiros filmes dirigiu para a Conn Pictures Corporation, sendo o primeiro The Red Blood of Courage (1935). Além da Conn Pictures, dirigiu para a Boots and Saddles Pictures, e começou sua parceria com a Republic Pictures em 1937, sendo que o primeiro filme que dirigiu para a companhia foi o seriado Zorro Rides Again, na primeira co-direção com William Witney.
Entre 1930 e 1940, após Zorro Rides Again, dirigiu vários seriados para a Republic em parceria com William Witney, entre eles destacando-se The Lone Ranger e Dick Tracy Returns, ambos em 1938, e Drums of Fu Manchu, em 1940. Era costume na época dois diretores trabalharem juntos em cada seriado, e enquanto Witney trabalhava habitualmente sobre as cenas de ação, English se concentrava em elementos dos personagens e do enredo. Juntos, eles são considerados como tendo produzido os melhores exemplos do meio serial:
Whitney e English dirigiram 17 seriados juntos e alguns seriados isoladamente ou com outros diretores, como é o caso de Captain America (1944) que John English co-dirigiu com Elmer Clifton.
Após desentendimentos com as mudanças na gestão das equipes seriais da Republic, English passou a dirigir outros filmes, principalmente Westerns B, muitos deles com Bob Steele, Roy Rogers, Gene Autry e Bill Elliott, pelos quais a Republic era conhecida. Dirigiu alguns filmes para a Gene Autry Productions, no fim dos anos 1940 e início dos 1950.
Quando a Republic acabou como estúdio em 1959, English continuou dirigindo episódios de séries de televisão. Na temporada de televisão de 1952-1953, dirigiu vários episódios da série de espionagem de Alan Hale Jr. para a CBS, Biff Baker, U.S.A.. Posteriormente dirigiu doze episódios da série da CBS My Friend Flicka (1956–1957) e 18 episódios da série Lassie (1964–1965). Dirigiu também episódios das séries de televisão Gunsmoke, Daniel Boone, entre outros. Já nos anos 1960, muitos dos antigos seriados que dirigira foram transformados em filmes e veiculados na televisão.

## Edição
Na edição, English trabalhou na montagem de 29 filmes entre 1926 e 1938. O primeiro a editar foi o filme Exquisite Sinner, em 1926, pela MGM. Editou filmes para a MGM, Paramount Pictures e Conn Pictures, companhia cinematográfica para a qual editou vários filmes com Kermit Maynard nos anos 1930, passando em seguida à direção nessa própria companhia, para a qual dirigiu em 1935 seu primeiro filme, The Red Blood of Courage. Sua última edição foi em 1938, com o filme Crashing Through Danger, pela Excelsior Pictures Corp., e a partir de então passou a se dedicar apenas à direção.

## Morte
English faleceu em Los Angeles em 11 de outubro de 1969, aos 66 anos.

## Filmografia parcial
- The Red Blood of Courage (1935)
- His Fighting Blood (1935)
- Arizona Days (1937)
- Zorro Rides Again (1937)
- The Lone Ranger (1938)
- The Fighting Devil Dogs (1938)
- Dick Tracy Returns (1938)
- Hawk of the Wilderness (1938)
- The Lone Ranger Rides Again (1939)
- Daredevils of the Red Circle (1939)
- Dick Tracy's G-Men (1939)
- Zorro's Fighting Legion (1939)
- Drums of Fu Manchu (1940)
- Adventures of Red Ryder (1940)
- King of the Royal Mounted (1940)
- Mysterious Doctor Satan (1940
- Adventures of Captain Marvel (1941)
- Jungle Girl (1941)
- King of the Texas Rangers (1941)
- Dick Tracy vs. Crime, Inc. (1941)
- Valley of Hunted Men (1942)
- Daredevils of the West (1943)
- Captain America (1944)